# Сачмарица
Сачмарица (ловачка , стрељачка, полицијска, војна) је индивидуално ватрено оружје које је пројектовано да делује из руку корисника наслоњена на раме. Она ослобођеном енергијом експлозије барута у метку, у цијеви, испаљује одређени број куглица или једноделног пројектила (кугле). Користи се за лов, у стрељаштву, као формацијско оружје у војсци и полицији .
Меци за ову пушку могу имати само један пројектил, али је њена права сврха кориштење метака у којима се налази већи број сачме, која се креће од уста цијеви пушке покривајући све већу површину. Пушка сачмарица, користећи распршавајућу муницију - сачму (оловну и оловну са примјесама антимона), има за циљ да за разлику од пројектила самца, који је један, својим бројним и распршеним зрнима, повећа површину по којој дјелује и тако повећа сигурност поготка. Сачма може бити ситнија и крупнија и означава се са бројевима: 2, 4, 6, 8, 10, 12, 14, од најкрупније ка најситнијој.
Куглице из сачмарице се распршују након изласка из цеви, а енергија барутног пуњења је подељена на куглице, што значи да свака куглица засебно има мали енергетски потенцијал. У ловачком контексту ово чини сачмарицу врло корисном за лов на разне птице и ситну дивљач. Међутим у војном или полицијском контексту, због малог домета, велики број испаљених пројектила чини сачмарицу као корисно оружје за блиску уличну борбу или оружје за самоодбрану. Сачмарице се такође користе и у спортском стрељаштву, где се пуца на глинене голубове које избацују механизми у разним правцима.

## Историја

#### Делови пушке сачмаре су:
- Кундак је дрвени дио пушке који повезује металне дијелове пушке. Њиме се пушка ослања на раме и образ ловца приликом нишањења и опаљења.
- Глава пушке. У глави пушке смјештени су: систем за брављење којим се цијев учвршћује на кундак, систем за опаљење, којим се активира опаљење иницијалне каписле на метку, извлакач празних чаура послије опаљења или неиспаљених метака, и ејектор који испаљене чауре избацује из лежишта метка у цијеви, и сложени механизам за опаљење којим се активира ударна игла која побуђује капислу, која опет варницом запаљује барутно пуњење метка, да би ово произвело потисне гасове у метку који избацују пројектил.
- Цијев служи за опаљење метка и усмјерење сачме, или пројектила самца.
- У лежишту метка које се налази у самој цијеви, поставља се метак. У лежишту се врши опаљење.
- Кочница спречава нехотична опаљења.

#### Подела сачмарица
Према положају цијеви на:
1. Положаре - код којих су цијеви постављене водоравно
2. Бокерице - код којих су цијеви постављене усправно

Према постављењу окидача на:
1. Хамерлес - код којих је ударач у глави пушке прикривен
2. Орозуше код којих је ударач - ороз видљив на спољној задњој страни цијеви

Према броју цијеви на:
1. Једноцијевке - са једном неизолученом цијеви
2. Двоцијевке - са двјема неизолученим цијевима
3. Комбиноване - са три и четири цијеви (и неизолучене и изолучене)

По броју метака и начину дејства деле се на:
1. Једнометке - са једним метком у цијеви
2. Двометке - са два метка у цијевима
3. Вишеметке - са више метака у спремнику
4. Полуаутоматске - Једноцијевке са више метак у спремнику код којих је унос новог метка у цијев аутоматски. Дејствују појединачном ватром.
5. Аутоматске - Једноцјевке са више метака у спремнику које могу да дејствују и рафално. Оне су у формацијском наоружању војске и полиције.

По начину брављења на:
1. Преламаче су пушке које се пуне и празне преламањем цијеви у глави пушке.
2. Репетирке су пушке код којих се метак уноси у лежиште цијеви репетирањем затварача.

По сврси на:
1. Ловачке
2. Полицијске
3. Стрељачке

Сачмарице се производе у широком распону величина од 470 па до чак 770 mm дужине цеви.
Према калибру дијеле се на пушке калибра 2,4,8,10,12,14,16,20,24,28,32,36. Ови бројеви показују колико се једнаких оловних кугли датог пречника цијеви (калибра) могу излити од једне фунте олова. Што значи ако се из фунте олова могу излити само 2 једнаке кугле, пречник ће бити означен са 2, а ако се из фунте олова могу излити 12 једнаких кугли, калибар те пушке ће бити означен са 12 и биће много мањи од претходног.

## Употреба
Типична употреба сачмарице је против малих мета које се брзо крећу, често док су у ваздуху. Ширење пројектила дозвољава кориснику да усмери сачмарицу у близину циља, уместо да мора да тачно циља као у случају једног пројектила. Недостаци сачмарице су њен ограничен домет и мала продорност метка, због чега се сачмарице користе на кратким удаљеностима, а типично против мањих мета. Повећана величина сачме, до екстремног случаја појединачног пројектила, доводе до повећане пенетрације, али на рачун мањег броја пројектила и мање вероватноће погађања мете.
Поред најчешће употребе против малих, брзих циљева, сачмарица има неколико предности када се користи против непокретних мета. Прво, она има енормну зауставну моћ на кратким опсезима, већу од скоро свих пиштоља и многих пушака. Мада многи верују да је сачмарица одлично оружје за неискусне стрелце, истина је да на блиском домету ширење сачме није уопште велико, и компетентност у циљању је још увек потребна. Типично самоодбрамбено пуњење сачме садржи 8–27 великих оловних кугли, што доводи до многих трагова рана у мети. Такође, за разлику од потпуно обложених пушчаних метака, мање је вероватно да ће све кугле сачме пробити зидове и погодити пролазнике. Сачмарица је често преферентно оружје полиције, због њене ниске пенетрације и велике зауставне моћи.

## Правна питања
На глобалном нивоу, сачмарице генерално нису тако строго регулисане као пушке или пиштољи, вероватно зато што им недостаје домет пушака и није их лако сакрити као пиштоље; стога их законодавне власти доживљавају као мању претњу. Једини изузетак је одрезана сачмарица, посебно лупара, јер се лакше сакрива него обична сачмарица.

### Аустралија
Унутар Аустралије, све пушке произведене након 1. јануара 1901. сматрају се ватреним оружјем и подлежу регистрацији и лиценцирању. Већина пушака (укључујући сачмарице са преломом, затварањем и полугом) класификоване су као оружје „категорије А“, и као такво релативно је лако добити лиценцу, уколико постоји законски признати „легитиман разлог“ (у поређењу са британским захтевом за „добрим разлогом” за FAC), као што је спортско стрељаштво или лов. Међутим, пушке пумпним дејством и полуаутоматске сачмарице су класификоване као оружје „Категорија Ц” (капацитет магазина не већи од 5 метака) или „Категорија Д” (капацитет магазина већи од 5 метака); дозвола за ову врсту ватреног оружја је, практично, недоступна просечном грађанину због потешкоћа и бирократије да је набави. За више информација погледајте Политика оружја у Аустралији.

### Канада
Канада има три класификације ватреног оружја: неограничено, ограничено и забрањено. Пушке се налазе у све три класе.
Све пушке без ограничења морају имати укупну дужину од најмање 660 mm (26 in). Полуаутоматске сачмарице такође морају имати дужину цеви већу од 469,9 mm (18,50 in) и имати капацитет од 5 чаура или мање у магацину да би остале неограничене. Сви други типови сачмарица (пумпа/клизни, отварајући, полужни, затварачки) немају ограничење магазина или минималну дужину цеви под условом да укупна дужина ватреног оружја остане већа од 660 mm (26 in) и да је цев произведена од стране одобреног произвођача. Цеви за сачмарице могу се смањити само у дужини на минимум 457 mm (18,0 in). Пушке без ограничења могу се поседовати са било којом лиценцом за поседовање и набавку (PAL) или лиценцом само за поседовање (POL) и могу се транспортовати широм земље без посебног одобрења и могу се користити за лов на одређене врсте у одређено доба године.
Полуаутоматске сачмарице са дужином цеви мањом од 469,9 mm (18,50 in) сматрају се ограниченим и свака сачмарица која је измењена тако да је њена дужина цеви мања од 457 mm (18,0 in) или ако је њена укупна дужина мање од 660 mm (26 in) сматра се забрањеном. Ограничене и забрањене сачмарице могу се поседовати са PAL или POL који је одобрен за ограничено или забрањено оригинално ватрено оружје. Ове сачмарице захтевају посебно овлашћење за транспорт (ATT).
Канадски регистар ватреног оружја је био државни регистар свих легалних оружја у Канади. Влада је омогућила амнестију од кривичног гоњења власницима сачмарица и пушака ако не региструју сачмарице и пушке без ограничења. Порција регистра о дугачким пушкама је укинут 2011.
Погледајте онлајн за званичну канадску листу неограниченог и ограниченог и забрањеног ватреног оружја.